# Crypto.com Arena
L'Staples Center (Crypto.com Arena per qüestions de patrocini) és un pavelló esportiu de la ciutat de Los Angeles als Estats Units.

## Història
Es va inaugurar el 17 d'octubre del 1999, i molt aviat va obtindre el reconeixement de tot el món, guanyant en dues ocasions el premi al millor Pavelló de l'any. Allotja més de 250 esdeveniments, tant esportius com de qualsevol tipus, a més de fer les funcions de centre comercial i d'oci oferint serveis de tota classe, rebent més de 4 milions de visites al llarg de l'any.

## Aforament
El Staples Center pot allotjar 20.000 espectadors per a concerts, 18.997 pel bàsquet, i 18.118 per l'hoquei sobre gel i el futbol americà indoor. Les dues terceres parts dels seients se situen en el nivell inferior. A més, té 160 llotges de luxe, i 15 suites per a esdeveniments.

## Equips
El pavelló està compartit pels següents equips professionals:
- Los Angeles Lakers (NBA)
- Los Angeles Clippers (NBA)
- Los Angeles Sparks (WNBA)
- Los Angeles Kings (NHL)
- Los Angeles D-Fenders (NBA Development League)
- Los Angeles Avengers (AFL)

## Galeria

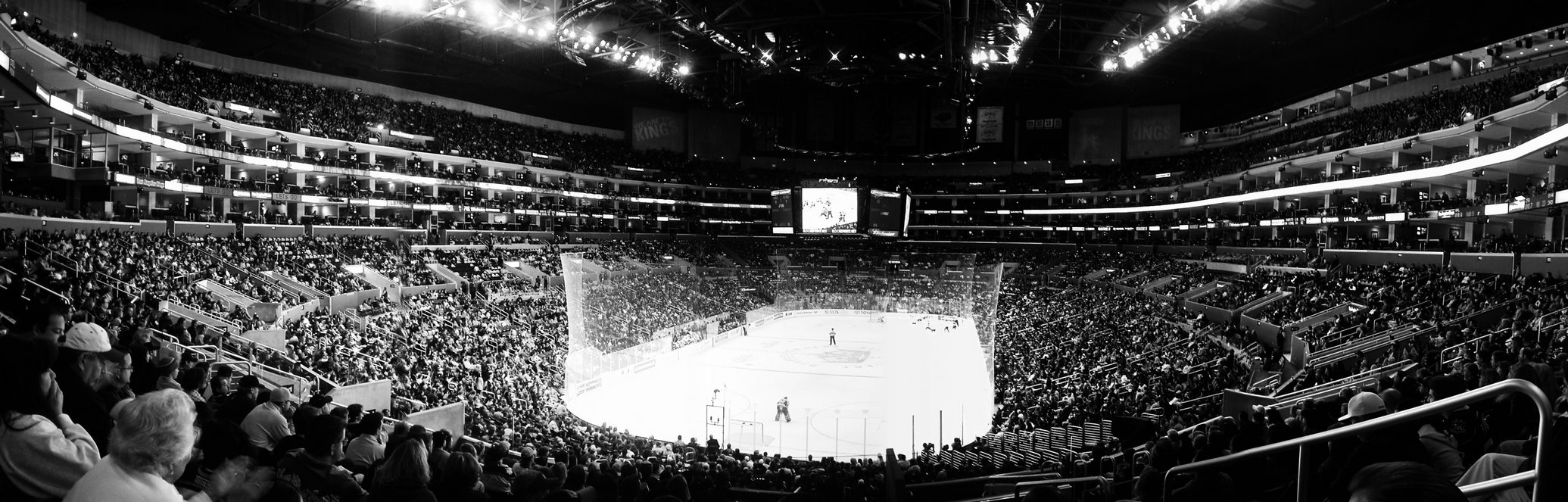
Partit d'hoquei sobre gel
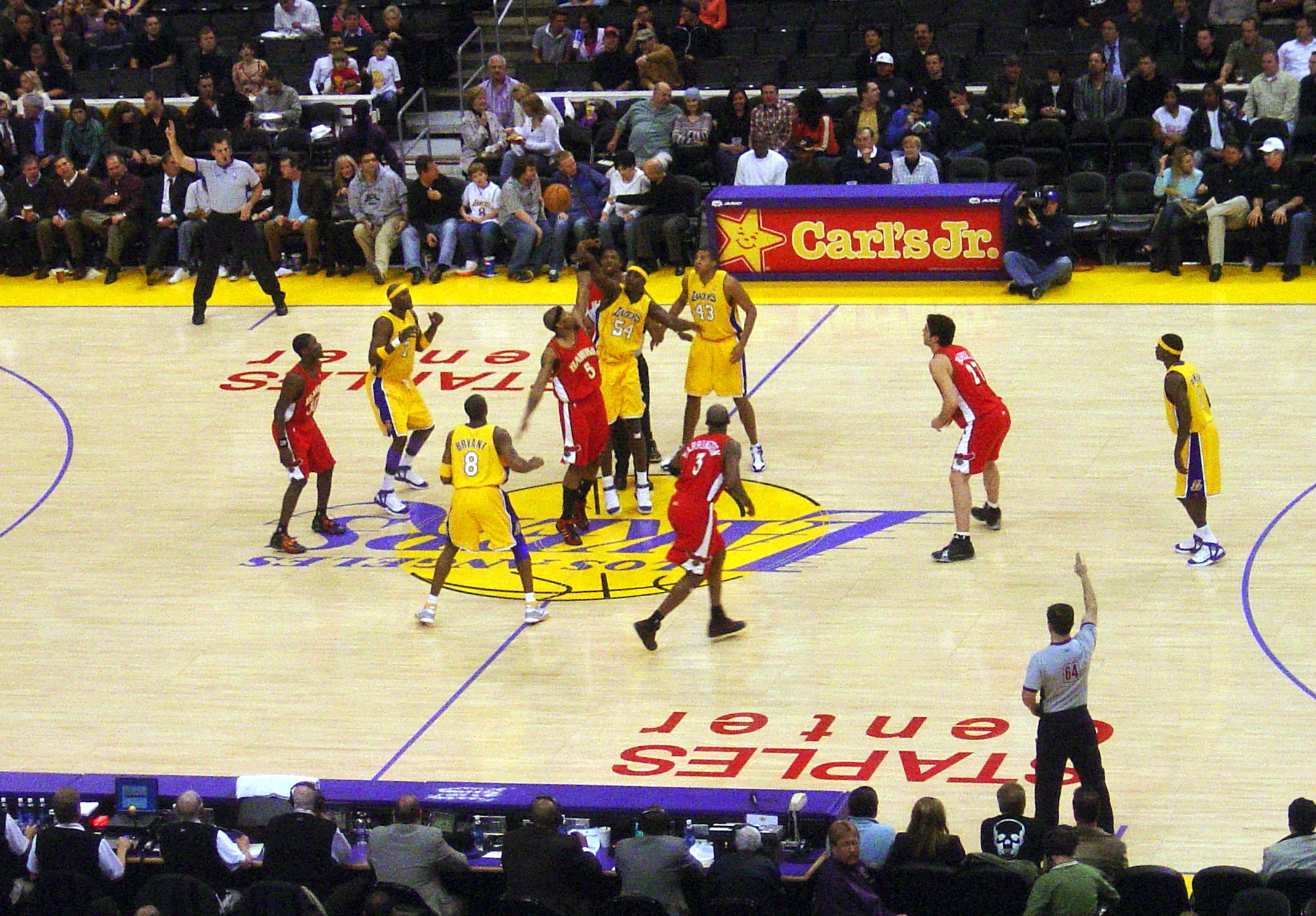
Partit dels Lakers contra els Atlanta Hawks
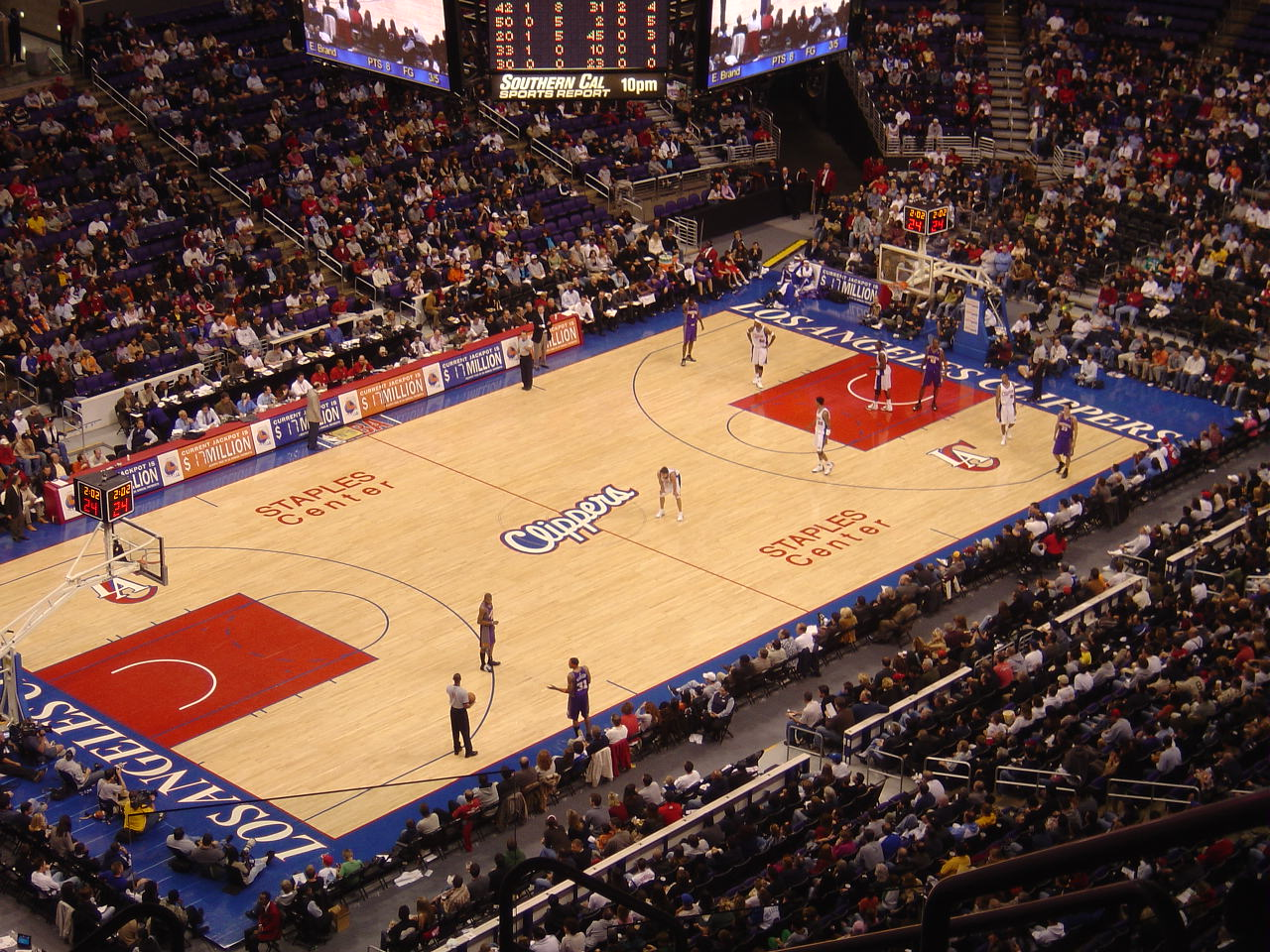
Partit dels Clippers contra els Phoenix Suns
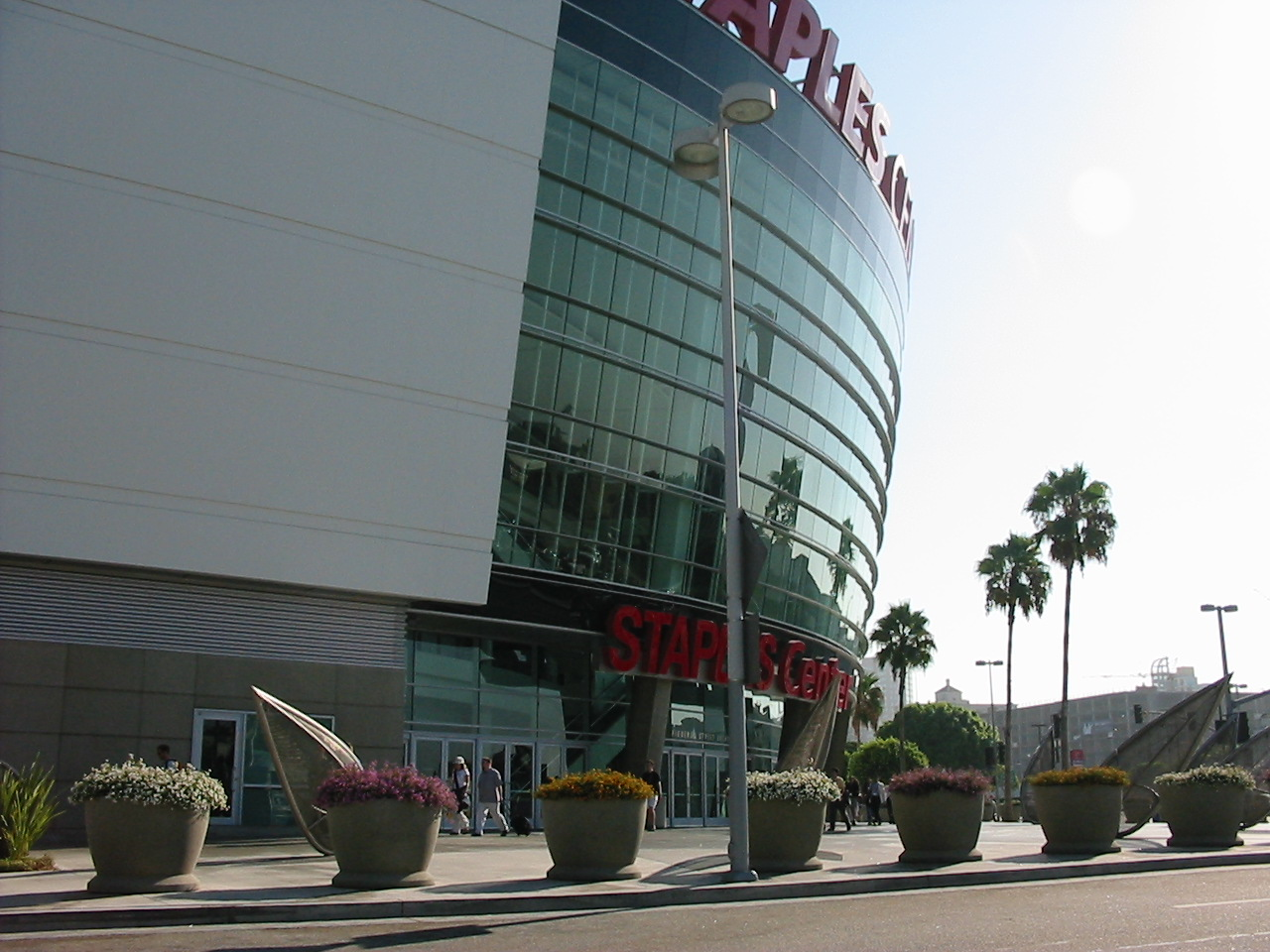
Façana del pavelló
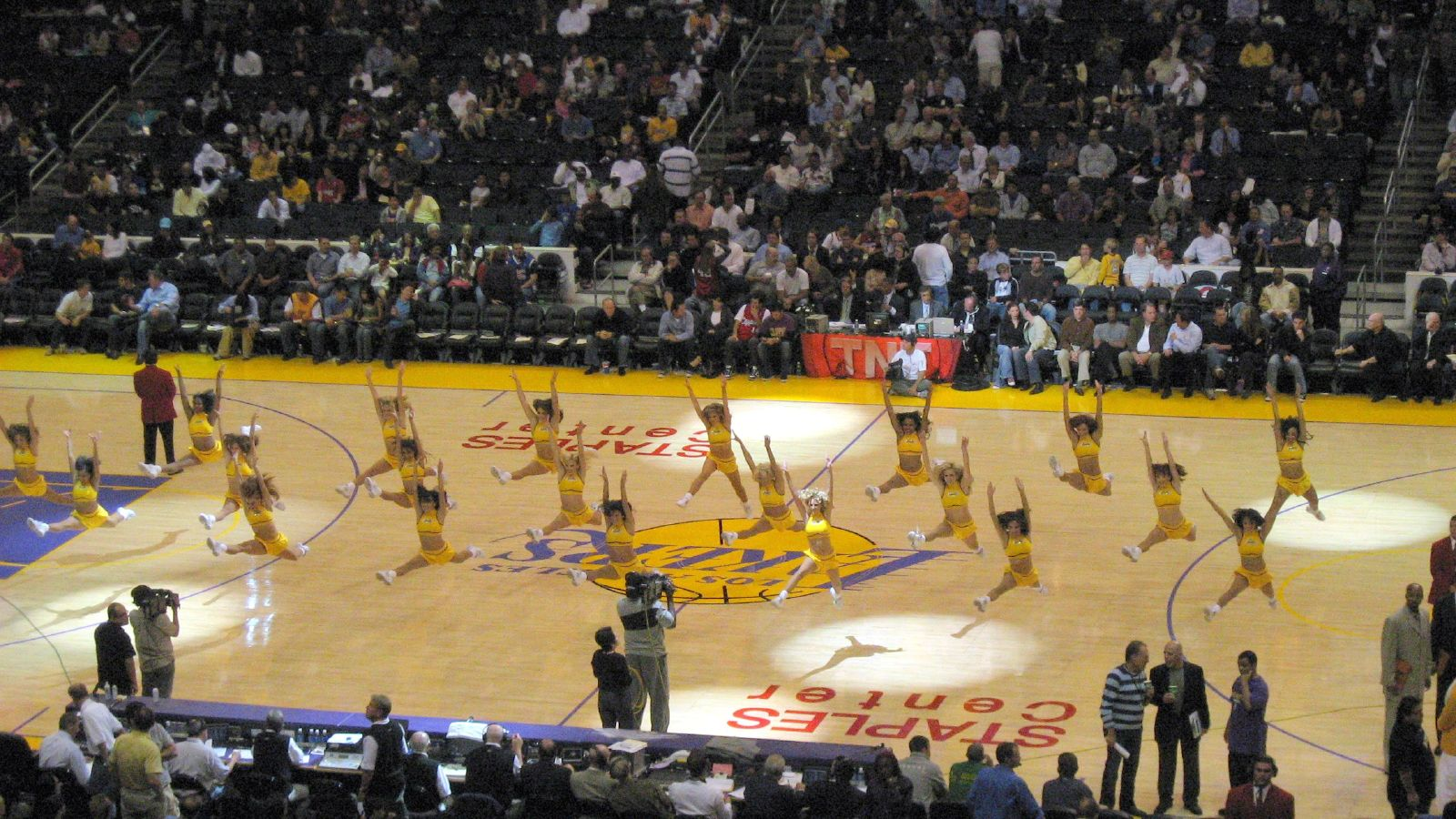
Cheerleaders dels Lakers
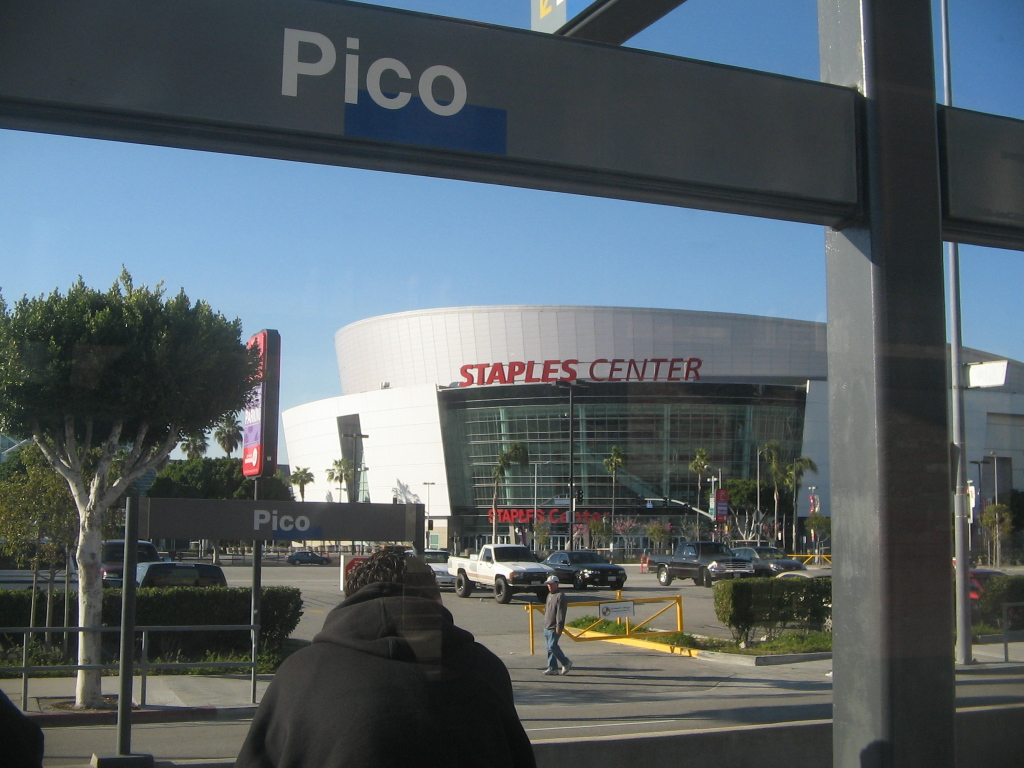
Estació Blue Line Pico, davant de l'Staples Center